# Kontamination (Medizin)
Als Kontamination (von lat. contaminare, „beflecken“, „beschmutzen“) bezeichnet man in der Medizin die unerwünschte Verunreinigung von Flächen oder Volumen durch Pathogene oder Toxine. Eine gewünschte Besiedelung durch Pathogene oder andere Mikroorganismen wird dagegen als Inokulation bezeichnet. Der kontaminierende Stoff wird als Kontaminant bezeichnet.
Die Kontamination durch Toxine umfasst auch die Kontamination durch radioaktive Stoffe, biologische Gifte oder chemische Stoffe und somit auch die von biologischen und chemischen Waffen. Eine Kontamination mit Mikroorganismen ist ein wichtiger Übertragungsweg von Infektionskrankheiten. Eine gegenseitige Verunreinigung zweier Stoffe (z. B. von Zellkulturen oder Chemikalien) wird als Kreuzkontamination bezeichnet. Das Ausmaß der Kontamination bei invasiven Eingriffen wird anhand des Kontaminationsgrads beurteilt.